# Tuffi ai campionati mondiali di nuoto 2019 - Trampolino 3 metri femminile
La gara dei tuffi dal trampolino 3 metri femminile dei campionati mondiali di nuoto 2019 è stata disputata il 18 luglio e il 19 luglio presso il Nambu International Aquatics Centre di Gwangju. La gara, alla quale hanno preso parte 51 atlete provenienti da 32 nazioni, si è svolta in tre turni, in ognuno dei quali le atlete hanno eseguito una serie di cinque tuffi.

## Programma
| Data           | Ora (UTC+9) | Turno       |
| -------------- | ----------- | ----------- |
| 18 luglio 2019 | 10:00       | Preliminari |
| 18 luglio 2019 | 15:30       | Semifinale  |
| 19 luglio 2019 | 20:45       | Finale      |

## Risultati

### Preliminari
| Pos. | Atleta              | Nazionalità   | Punti  | Note |
| ---- | ------------------- | ------------- | ------ | ---- |
| 1    | Shi Tingmao         | Cina          | 357.90 | Q    |
| 2    | Wang Han            | Cina          | 356.40 | Q    |
| 3    | Maddison Keeney     | Australia     | 341.00 | Q    |
| 4    | Jennifer Abel       | Canada        | 318.75 | Q    |
| 5    | Pamela Ware         | Canada        | 307.95 | Q    |
| 6    | Sarah Bacon         | Stati Uniti   | 295.95 | Q    |
| 7    | Tina Punzel         | Germania      | 293.05 | Q    |
| 8    | Sayaka Mikami       | Giappone      | 291.60 | Q    |
| 9    | Chiara Pellacani    | Italia        | 290.00 | Q    |
| 10   | Inge Jansen         | Paesi Bassi   | 288.15 | Q    |
| 11   | Olena Fedorova      | Ucraina       | 288.00 | Q    |
| 12   | Ng Yan Yee          | Malaysia      | 279.30 | Q    |
| 13   | Grace Reid          | Gran Bretagna | 277.95 | Q    |
| 14   | Elizabeth Cui       | Nuova Zelanda | 273.90 | Q    |
| 15   | Esther Qin          | Australia     | 272.10 | Q    |
| 16   | Julia Vincent       | Sudafrica     | 268.30 | Q    |
| 17   | Elena Chernykh      | Russia        | 266.70 | Q    |
| 18   | Viktoriya Kesar     | Ucraina       | 258.60 | Q    |
| 19   | Emma Gullstrand     | Svezia        | 258.10 |      |
| 20   | Jessica Favre       | Svizzera      | 258.00 |      |
| 21   | Kim Su-ji           | Corea del Sud | 256.95 |      |
| 22   | Uliana Kliueva      | Russia        | 251.70 |      |
| 23   | Clare Cryan         | Irlanda       | 250.25 |      |
| 24   | Paola Espinosa      | Messico       | 250.15 |      |
| 25   | Nur Dhabitah Sabri  | Malaysia      | 249.05 |      |
| 26   | Scarlett Mew Jensen | Gran Bretagna | 247.90 |      |
| 27   | Alena Khamulkina    | Bielorussia   | 246.95 |      |
| 28   | Michelle Heimberg   | Svizzera      | 241.65 |      |
| 29   | Brooke Schultz      | Stati Uniti   | 241.45 |      |
| 30   | Dolores Hernández   | Messico       | 240.90 |      |
| 31   | Diana Pineda        | Colombia      | 239.45 |      |
| 32   | Lena Hentschel      | Germania      | 238.10 |      |
| 33   | Viviana Uribe       | Colombia      | 235.90 |      |
| 34   | Elena Bertocchi     | Italia        | 235.45 |      |
| 35   | Micaela Bouter      | Sudafrica     | 233.15 |      |
| 36   | Helle Tuxen         | Norvegia      | 229.40 |      |
| 37   | Kaja Skrzek         | Polonia       | 226.80 |      |
| 38   | Nea Immonen         | Finlandia     | 225.75 |      |
| 39   | Ashlee Tan          | Singapore     | 221.45 |      |
| 40   | Cho Eun-bi          | Corea del Sud | 221.15 |      |
| 41   | Luana Lira          | Brasile       | 220.20 |      |
| 42   | Maha Eissa          | Egitto        | 217.70 |      |
| 43   | Juliana Veloso      | Brasile       | 206.70 |      |
| 44   | Marcela Marić       | Croazia       | 197.05 |      |
| 45   | Alison Maillard     | Cile          | 190.25 |      |
| 46   | Shaye Boddington    | Nuova Zelanda | 176.85 |      |
| 47   | Emilia Nilsson      | Svezia        | 176.60 |      |
| 48   | Indrė Girdauskaitė  | Lituania      | 157.05 |      |
| 49   | Chan Lam            | Hong Kong     | 150.75 |      |
| 50   | Maha Abdelsalam     | Egitto        | 133.75 |      |
| 51   | Lei Meng Hin        | Macao         | 94.00  |      |

| Pos. | Atleta           | Nazionalità   | Punti  | Note |
| ---- | ---------------- | ------------- | ------ | ---- |
| 1    | Shi Tingmao      | Cina          | 359.40 | Q    |
| 2    | Maddison Keeney  | Australia     | 348.10 | Q    |
| 3    | Wang Han         | Cina          | 345.80 | Q    |
| 4    | Jennifer Abel    | Canada        | 339.90 | Q    |
| 5    | Tina Punzel      | Germania      | 309.40 | Q    |
| 6    | Pamela Ware      | Canada        | 308.00 | Q    |
| 7    | Sayaka Mikami    | Giappone      | 307.95 | Q    |
| 8    | Grace Reid       | Gran Bretagna | 300.75 | Q    |
| 9    | Viktoriya Kesar  | Ucraina       | 300.25 | Q    |
| 10   | Ng Yan Yee       | Malaysia      | 288.60 | Q    |
| 11   | Inge Jansen      | Paesi Bassi   | 286.80 | Q    |
| 12   | Esther Qin       | Australia     | 286.40 | Q    |
| 13   | Elizabeth Cui    | Nuova Zelanda | 284.10 |      |
| 14   | Sarah Bacon      | Stati Uniti   | 282.65 |      |
| 15   | Olena Fedorova   | Ucraina       | 279.10 |      |
| 16   | Julia Vincent    | Sudafrica     | 275.85 |      |
| 17   | Chiara Pellacani | Italia        | 275.10 |      |
| 18   | Elena Chernykh   | Russia        | 264.45 |      |

### Finale
| Pos. | Atleta          | Nazionalità   | Punti  |
| ---- | --------------- | ------------- | ------ |
|      | Shi Tingmao     | Cina          | 391.00 |
|      | Wang Han        | Cina          | 372.85 |
|      | Maddison Keeney | Australia     | 367.05 |
| 4    | Jennifer Abel   | Canada        | 333.35 |
| 5    | Sayaka Mikami   | Giappone      | 323.05 |
| 6    | Esther Qin      | Australia     | 302.85 |
| 7    | Pamela Ware     | Canada        | 290.20 |
| 8    | Grace Reid      | Gran Bretagna | 286.95 |
| 9    | Ng Yan Yee      | Malaysia      | 282.40 |
| 10   | Tina Punzel     | Germania      | 281.00 |
| 11   | Viktoriya Kesar | Ucraina       | 276.45 |
| 12   | Inge Jansen     | Paesi Bassi   | 268.20 |